# Conus kinoshitai
Conus kinoshitai е вид охлюв от семейство Conidae. Видът не е застрашен от изчезване.

## Разпространение и местообитание
Разпространен е в Западна Австралия, Мадагаскар, Мозамбик, Папуа Нова Гвинея, провинции в КНР, Реюнион, Соломонови острови, Тайван, Филипини и Япония.
Обитава пясъчните дъна на океани и морета. Среща се на дълбочина от 100 до 130 m, при температура на водата от 18,7 до 19,6 °C и соленост 35,4 ‰.